# Liste d'ouvrages numérisés sur l'Égypte antique classés par auteur
Voir aussi :
- la liste des ouvrages sur l'Égypte antique classés par auteur ;
- la liste des ouvrages par thème ;
- la liste de romans sur l'Égypte antique classés par auteur ;
- la liste de romans sur l'Égypte antique classés par titres.

- Haut – A
- B
- C
- D
- E
- F
- G
- H
- I
- J
- K
- L
- M
- N
- O
- P
- Q
- R
- S
- T
- U
- V
- W
- X
- Y
- Z

## C

### Jean-François Champollion
- L'Égypte sous les Pharaons, 1814
- Notice descriptive des monuments égyptiens du musée Charles X, 1827
- Précis du système hiéroglyphique des anciens Égyptiens ou Recherches sur les éléments premiers de cette écriture sacrée, sur leurs diverses combinaisons, et sur les rapports de ce système avec les autres méthodes graphiques égyptiennes, 1828
- Grammaire égyptienne, 1836
- Dictionnaire égyptien en écriture hiéroglyphique, 1841

## L

### Nestor L'Hôte
- Notice historique sur les obélisques égyptiens et en particulier sur l'obélisque de Louqsor - Paris 1836
- Lettres écrites d'Égypte, en 1838 et 1839 : contenant des observations sur divers monuments égyptiens nouvellement explorés et dessinés, avec des remarques de M. Letronne, Paris, Firmin-Didot, 1840, 239 p.
- « Lettre sur les monuments qui entourent les pyramides de Ghizé », Le Journal des Sçavans, 1841
- « Lettres sur l'Égypte en 1841 », Revue des Deux Mondes, vol. 27, 1841